# やすり

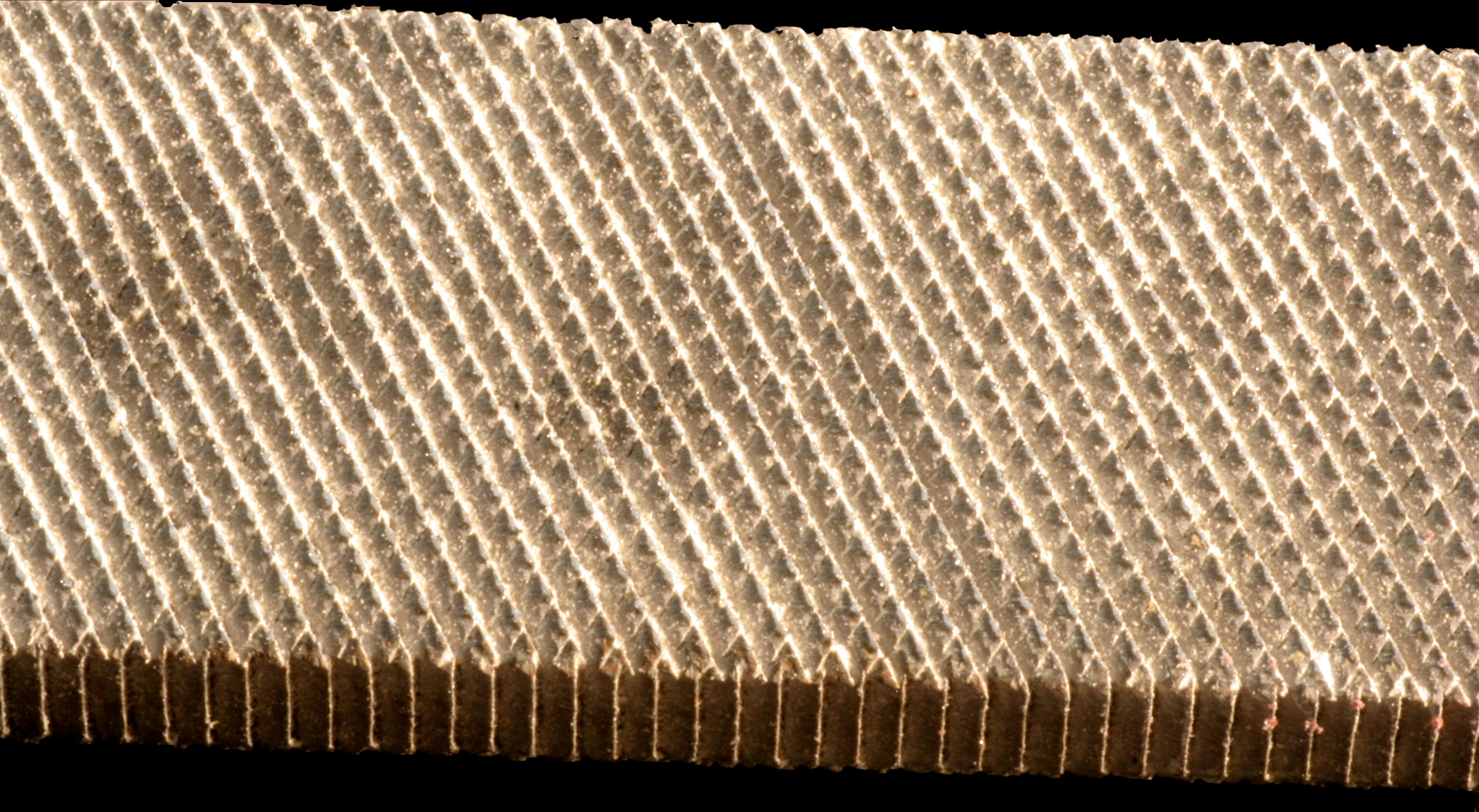
刃が交差した複目と呼ばれるやすりの表面

やすり（鑢、英:File ）は、おもに金属の研削を行う手動工具である。
やすりの語源は、「鏃（やじり）をする」の「やする」が「ヤスリ」になった説と、ますますきれいに磨くという意味の「弥磨（いやすり）」が「ヤスリ」になった説がある。

## 歴史
紀元前2000年ごろのブロンズ（青銅）製のやすりがギリシャのクレタ島で見つかっている。
19世紀に鋼の大量生産が可能となり、やすりの目を立てる（目切りという）機械が発明（1864年にW・T・ニコルソンが特許を取得）されるまで、やすりの目は手作業によって立てられ、切れなくなったものは何度も目立てをしなおして使用していた。現在はほとんどが機械切りのやすりになり、手切りのやすりはほとんど見かけなくなった。また、やすりを目立てして再生することも少なくなり、使い捨てにすることも多くなった。
西欧ではやすりは、1960年代まで多くシェフィールド（イングランド）で製造されていた。
日本においては、5世紀後半の岡山県隨庵古墳からやすりらしき物が出土しているほか、奈良時代の宮城県東山遺跡からも発掘されている。
やすりの製造は、農村鍛冶の副業から始まり、しだいに手作りの家内工業として発達してきた。明治後半には目立機が考案され、大正初期に目立機が電動化、圧延機も開発されたことにより、量産化が可能となった。戦前までは、大阪、新潟、東京などもやすり産地であったが、戦災で衰退した。広島県呉市仁方地区は戦争の被害が少なく、やすりメーカーが集まった「やすり団地」という地区があり、そこで生産される仁方やすりは国内生産量の95%を占める。

## 種類

やすりの断面形状

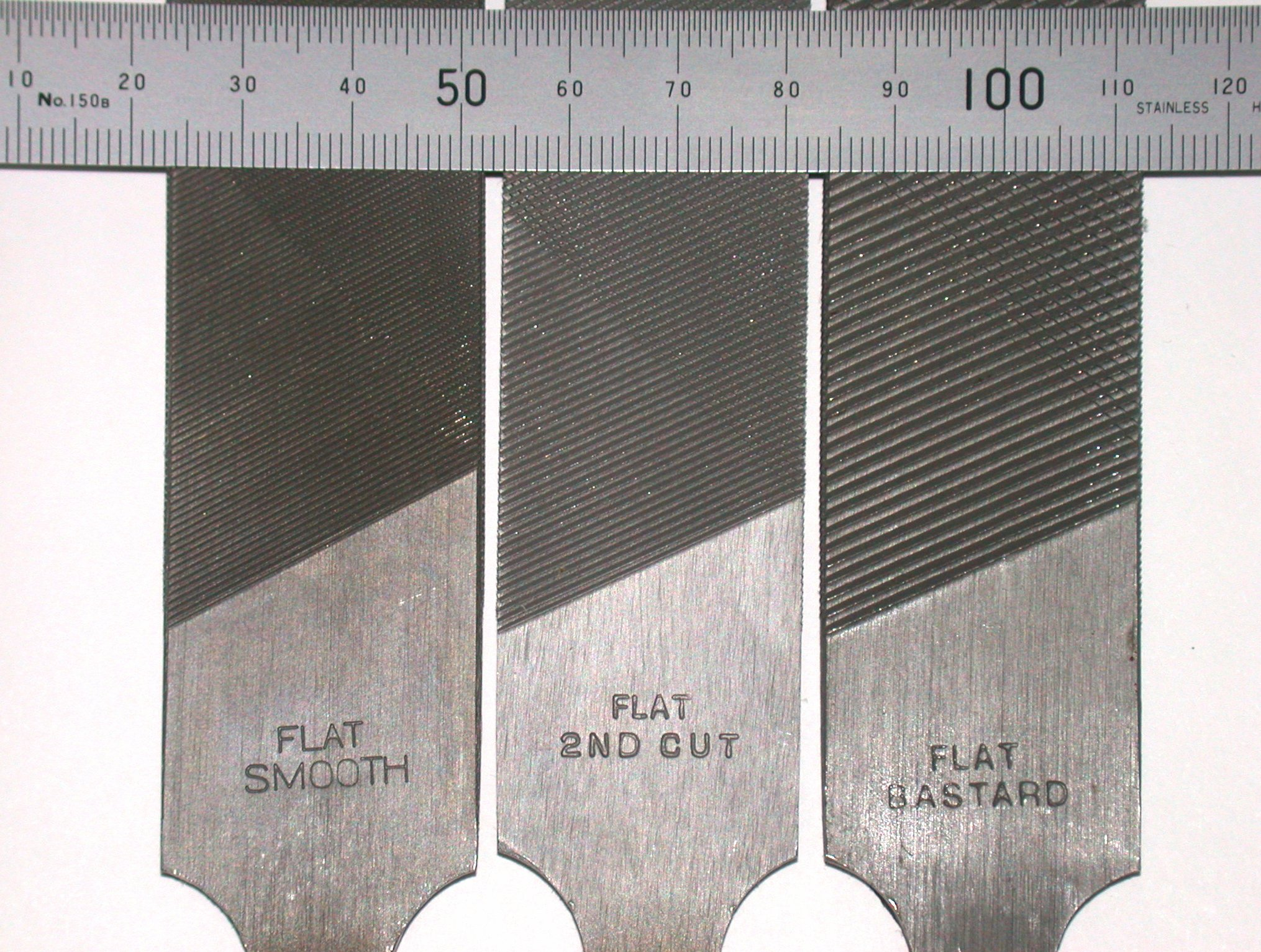
色々な目のやすり

用途別に、鉄工やすり（金やすり）・木工やすり・ダイヤモンドヤスリが主である。
やすりの目には、刃の配列が平行のもの「単目」（一度切り）と交差しているもの「複目」（二度切り）および三度目（三度切り）がある。また、複目に似ているが刃の構造の少し異なるもの（シャリ目）、曲線のもの（波目）、溝がなく突起を多数備えているもの（鬼目/石目）等がある。また加工物の表面を筋状に加工する「筋目やすり」という特殊なやすりもある。
断面形状は平、半丸（甲丸）、丸、角、三角などの種類がある。他に、先細、鎬（しのぎ）、楕円、刀刃（かたなば）、腹丸（はらまる）、蛤（はまぐり）、両甲（りょうこう）、菱（ひし）がある。
目の粗い順に荒目（粗目）、中目（ちゅうめ）、細目、油目、精密などに分かれる。
爪を整えるのに使用されるやすりは「爪やすり」といい、簡易なものが爪切りなどに組み込まれている。
普通のやすりは鋼に目を切ったものであるが、目を切るかわりにダイヤモンドの粒子を電着メッキで付したダイヤモンドやすりもある。焼入れ鋼など特に硬度の高いものを切削するのに用いられる。
また、紙や布に研磨粒子を接着剤等で塗布したものは紙やすり等といわれる。

## 使い方
やすりには刃の方向があるため、基本的に押す方向で削る。
刃の間に加工カスが詰まる場合はワイヤブラシ等によって切り粉を落とす。

## 製造方法
成形（熱間鍛造）、焼きなまし、研磨、目立て、焼入れの工程を経て作られる。
やすりのひとつひとつの刃は、目の数だけたがねを打ち込んで作る。
伝統的な手法は「手切り」つまりたがねを手で持ち、槌で一目ずつ打ち込む方法である。現代では機械を用いて連続的に打ち込んで作る場合が多く、だがそれでも人間が目視でやすりの目を確認しながら機械を操作している。やすり工場はあえて窓をふさぐなどして他方向からの光をさえぎり暗くし、一方向からあてることで目を見極めている。美容用（女性の爪用）の高級品などでは、現在でも手切りのものがある。
やすり製造の際に特徴的なのは、焼入れの際に蒸気膜の形成を防止し焼入れ性を向上するため、味噌に塩や硝石などを添加したものが塗布されることである。味噌が存在しない欧米などでは塩を塗布することが多い。

## その他
- 材料：炭素工具鋼、合金工具鋼など。
- 規格：JIS B4703
- 日本のツボサン、スイスのバローベ社（Vallorbe）や、アメリカのニコルソンなどがブランドとしてよく知られている。